# Nemonte Nenquimo
Nemonte Nenquimo (Pastaza, 1985) is een inheems Ecuadoraans klimaatactiviste, auteur en lid van de Waorani uit het Amazonegebied van Ecuador. Ze is de eerste vrouwelijke president van de "Waorani de Pastaza" (CONCONAWEP), medeoprichter van de door inheemse bevolking geleide non-profitorganisatie Ceibo Alliance, en medeoprichter van de non-profitorganisatie Amazon Frontlines, die werkt aan de bescherming van het Amazoneregenwoud en de biodiversiteit ervan, en versterking van de inheemse voogdij over de Amazone.

## Biografie
Nenquimo werd in 1985 geboren in de gemeenschap van Nemompare, in de Pastaza-regio van het Ecuadoraans Amazonegebied. Ze is lid van de Waorani-natie van jagers-verzamelaars. Haar grootvader, Piyemo, een legendarische Waoranikrijger die leefde en jaagde in wat tegenwoordig bekend staat als het Nationaal park Yasuní, gaf Nenquimo haar naam. In de taal van de Waorani betekent Nemonte Ayebe 'sterrenbeeld', 'lange vis van de gebroken rivier' en 'zingende vogel'.
Vanaf haar vijfde werd Nenquimo door de Waorani-oudsten aangemoedigd om leider te worden. Toen ze twaalf jaar oud was, nam Nenquimo's vader haar mee op bezoek bij haar tantes, die vlak bij een oliebron woonden. Daar was ze getuige van de aanzienlijke sociale en ecologische invloed van de oliebron op het gebied.
Nenquimo's gemeenschap, de Waorani, werd in 1958 voor het eerst gekoloniseerd door christelijke missionarissen. In de jaren 1960 begon de Ecuadoraanse regering met het aanleggen van wegen en het vernietigen van hun bos voor de oliewinning. De regering verdeelde ook Waorani-land om te worden verkocht. Het grootste deel van het Ecuadoraans Amazonegebied is hierdoor getroffen, waarbij zes van de blokken die werden geveild aan oliemaatschappijen, eigendom zijn van de Waorani. Een van deze blokken is Nemompare, de geboorteplaats van Nenquimo. Als gevolg hiervan werd het Waorani-volk gedwongen om verder het bos in te trekken in een strijd om onafhankelijk te blijven van de buitenwereld.
Nemonte Nenquimo zegt dat haar volk de effecten van klimaatverandering al lang voelde voordat het een "mainstream" gesprek werd. Ze verklaarde dat de abuelas (oudere Waorani-vrouwen) haar de kennis en passie hebben gegeven om te vechten voor verandering.

## Activisme

De ligging van het nationaal park Yasuní en het grondgebied van de Waorani in Ecuador

In 2013 ontmoette Nenquimo, terwijl ze werkte aan projecten voor het opvangen en opslaan van regenwater, Mitch Anderson, een Amerikaan die samenwerkte met gemeenschappen in het Ecuadoraanse Amazonegebied in hun geschil met olieconcerns Texaco en Chevron. In 2014 richtten Nenquimo en Anderson samen de Ceibo Alliance op, een vereniging die vier inheemse gemeenschappen in Ecuador, Peru en Colombia verenigt. De vereniging creëerde een collectieve vertegenwoordiging voor inheemse volkeren om overheidswetgeving aan te pakken met betrekking tot hun grondgebied en natuurlijke hulpbronnen.
Nenquimo werd in 2018 verkozen tot de eerste vrouwelijke president van de Waorani-organisatie van de provincie Pastaza (CONCONAWEP). Tijdens haar ambtstermijn als president spande ze samen met de ombudsman voor mensenrechten van Ecuador een rechtszaak aan tegen de Ecuadoraanse regering, waarbij ze betoogde dat deze geen voorafgaande toestemming van de Waorani had verkregen om delen van hun grondgebied te verkopen aan olieconcerns.
In 2019 werd door een panel van drie rechters van de provinciale rechtbank van Pastaza een half miljoen hectare van het Amazone-regenwoud in Ecuador beschermt tegen olieboringen. Het vonnis stelt dat de Ecuadoraanse regering het vrije, voorafgaande en geïnformeerde toestemmingsproces moet volgen volgens de normen van het internationaal recht en het Constitutionele Hof van Ecuador voordat land wordt geveild. Deze uitspraak biedt een juridisch precedent voor andere inheemse volkeren om de winning van hulpbronnen binnen inheems grondgebied tegen te gaan. Een parade van honderden Waorani-mensen vierde de uitspraak in april 2019 in Puyo, de regionale hoofdstad van de oostelijke provincie Pastaza. Velen reisden grote afstanden om aanwezig te zijn.

## Onderscheidingen
In 2020 werd Nenquimo genoemd in de Time 100-lijst van de 100 meest invloedrijke mensen ter wereld, de enige inheemse vrouw op de lijst en de tweede Ecuadoraan die ooit in hun geschiedenis werd genoemd. Als erkenning voor haar werk kende het VN-Milieuprogramma haar in 2020 de prijs "Champions of the Earth" toe in de categorie "Inspiratie en Actie". Ze stond ook op de lijst van de BBC's 100 Women die op 23 november 2020 werd aangekondigd.
In 2020 was Nenquimo een van de zes milieuactivisten die de Goldman Environmental Prize ontvingen. In 2024 werd de non-profitorganisatie die ze mede oprichtte, Amazon Frontlines, door een internationale jury geselecteerd om de Hilton Humanitarian Prize te ontvangen voor hun werk aan het permanent beschermen van de regenwouden van tientallen inheemse volkeren tegen verdere mijnbouw, boren en ontbossing.

## We Will Not Be Saved
Nemonte Nenquimo schreef samen met haar man Mitch Anderson het boek We Will Not Be Saved, in de Verenigde Staten uitgebracht onder de naam We Will Be Jaguars en in het Nederlands vertaald als Dochter van de Amazone (ISBN 9789022595275). Het boek, dat in juni 2024 uitkwam, informeert de lezers over de geschiedenis van de Waorani-stam, de eeuwenlange kolonisatie en de bevooroordeelde standpunten van de westerse wereld. En wat betreft de klimaatcrisis is de boodschap dat "moeder natuur" niet gered wil worden, maar dat ze gerespecteerd wil worden.